# Pseudopoda sicca
Pseudopoda sicca là một loài nhện trong họ Sparassidae.
Loài này thuộc chi Pseudopoda. Pseudopoda sicca được Peter Jäger miêu tả năm 2008.